# Eptatretus
A Eptatretus a nyálkahalak (Myxini) osztályába, a nyálkahalalakúak (Myxiniformes) rendjébe és a nyálkahalfélék (Myxinidea) családjába tartozó Eptatretinae alcsalád egyetlen neme.

## Rendszerezés
A nembe az alábbi fajok tartoznak:
- Eptatretus bischoffii (Schneider, 1880)
- Eptatretus burgeri (Girard, 1855)
- Eptatretus caribbeaus Fernholm, 1982
- Eptatretus carlhubbsi (McMillan and Wisner, 1984)
- Eptatretus chinensis Kuo and Mok, 1994
- Eptatretus cirrhatus (Forster, 1801)
- Eptatretus deani (Evermann & Goldsborough, 1907)
- Eptatretus eos Fernholm, 1991
- Eptatretus fernholmi McMillan & Wisner, 2004
- Eptatretus fritzi Wisner & McMillan, 1990
- Eptatretus goliath Mincarone & Stewart, 2006
- Eptatretus grouseri McMillan, 1999
- Eptatretus hexatrema (Müller, 1836)
- Eptatretus indrambaryai Wongratana, 1983
- Eptatretus lakeside Mincarone & McCosker, 2004
- Eptatretus laurahubbsae McMillan and Wisner, 1984
- Eptatretus longipinnis Strahan, 1975
- Eptatretus lopheliae Fernholm & Quattrini, 2008
- Eptatretus mcconnaugheyi Wisner & McMillan, 1990
- Eptatretus mccoskeri McMillan, 1999
- Eptatretus mendozai Hensley, 1985
- Eptatretus menezesi Mincarone, 2000
- Eptatretus minor Fernholm and Hubbs, 1981
- Eptatretus multidens Fernholm and Hubbs, 1981
- Eptatretus nanii Wisner and McMillan, 1988
- Eptatretus octatrema (Barnard, 1923)
- Eptatretus okinoseanus (Dean, 1904)
- Eptatretus polytrema (Girard, 1855)
- Eptatretus profundus (Barnard, 1923)
- Eptatretus sinus Wisner & McMillan, 1990
- Eptatretus springeri (Bigelow & Schroeder, 1952)
- Csendes-óceáni nyálkahal (Eptatretus stoutii) (Lockington, 1878)
- Eptatretus strahani McMillan and Wisner, 1984
- Eptatretus strickrotti Møller & Jones, 2007
- Eptatretus wisneri McMillan, 1999